# Ikuo Hirayama
Ikuo Hirayama (japanisch 平山 郁夫 Hirayama Ikuo; geboren 15. Juni 1930 in Setoda (瀬戸田町) im Landkreis Toyota (heute Setodachō, Onomichishi), Präfektur Hiroshima; gestorben 2. Dezember 2009) war ein japanischer Maler der Nihonga-Richtung während der Showa- und Heisei-Zeit. Er ist besonders für seine Bilder von Dromedar-Kolonnen bekannt.

## Leben und Werk

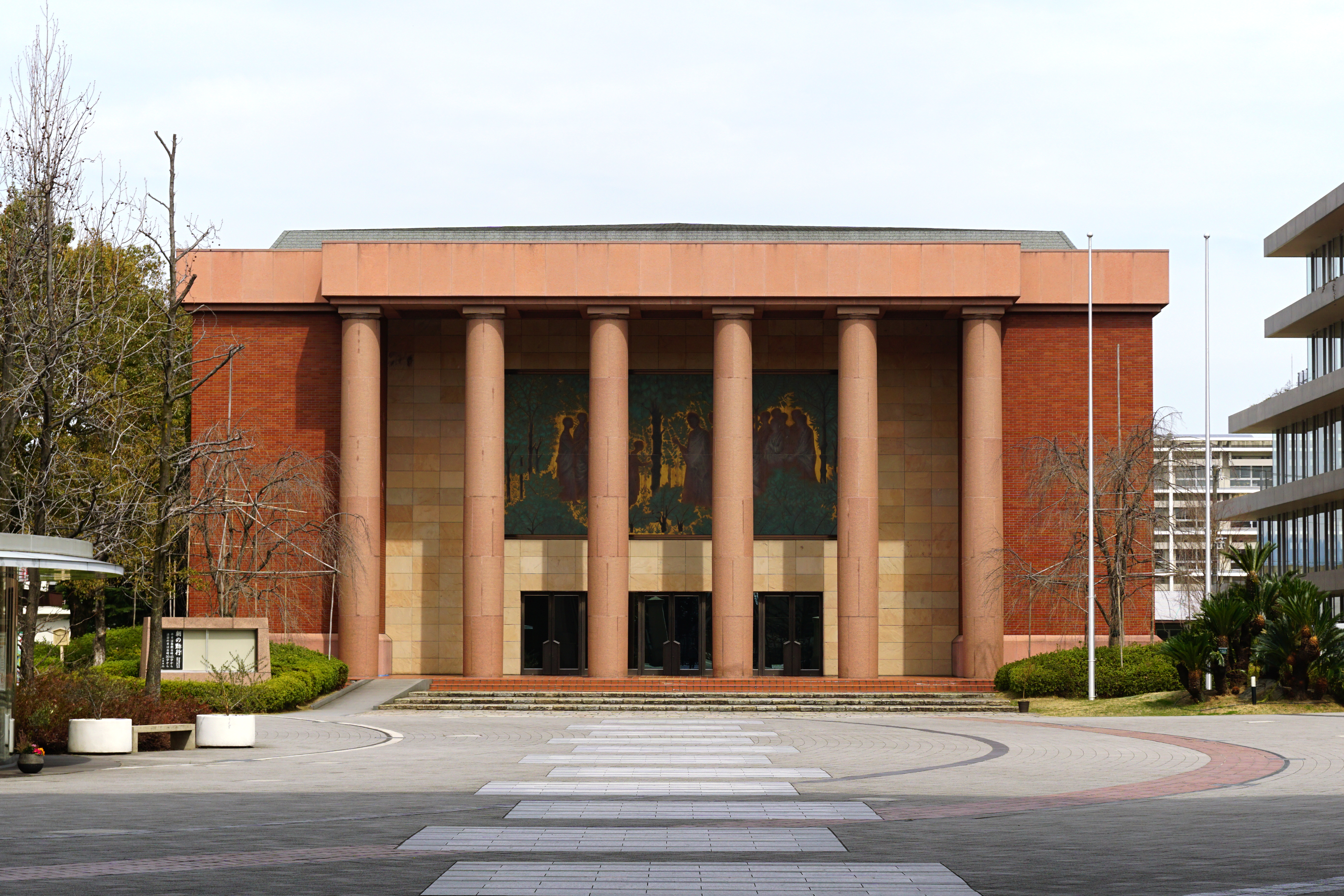
Keramikfassade

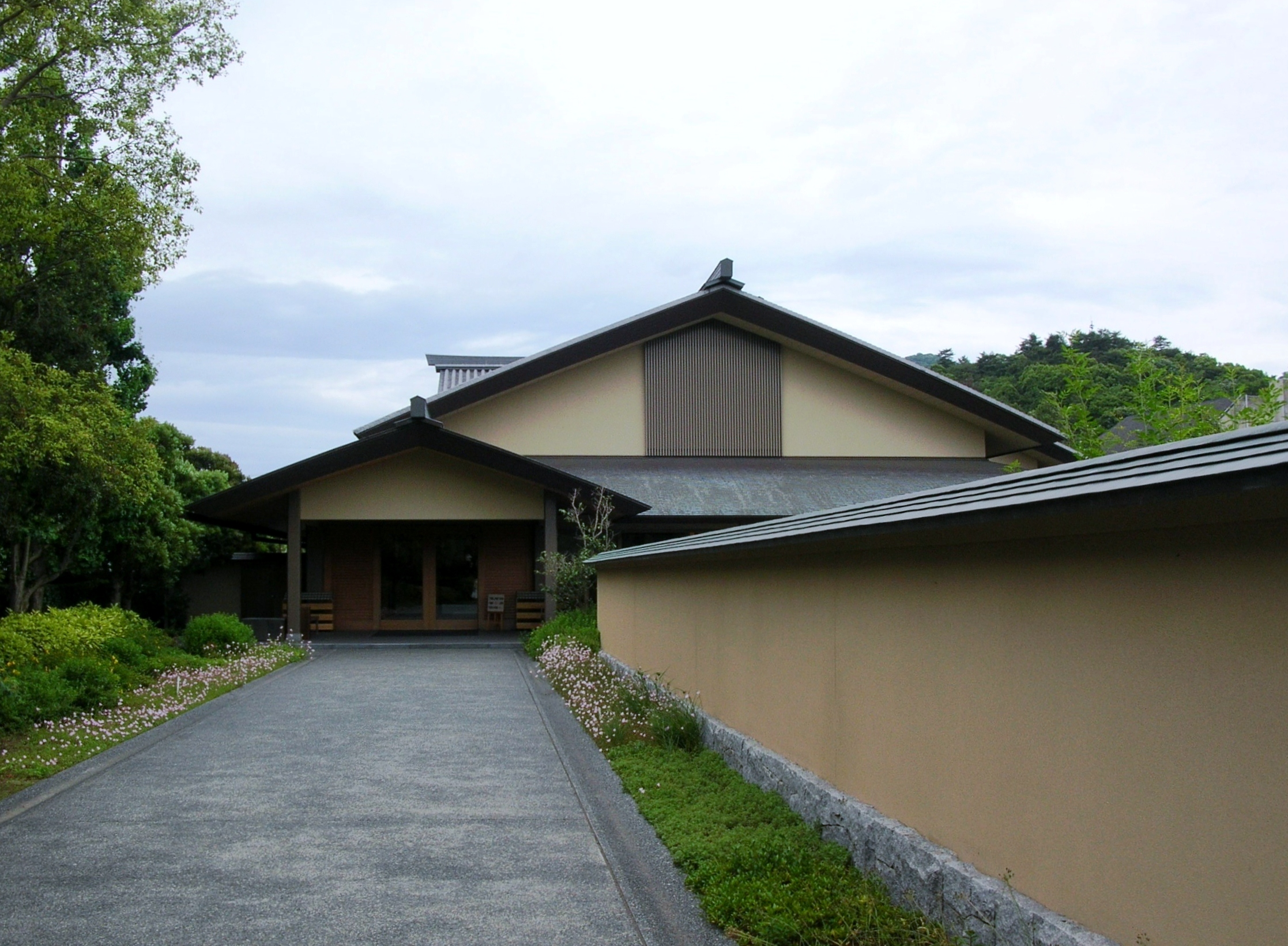
Hirayama-Museum

Hirayama Ikuo schrieb sich 1949 an der „Hochschule der schönen Künste Tōkyō“ im Fach Nihonga (東京美術学校日本画科, Tōkyō bijutsu gakkō Nihonga-ka), der Vorläufereinrichtung der Geidai, ein und machte 1953 dort seinen Abschluss. Anschließend arbeitete er dort als Assistent und bildete sich unter Maeda Seison weiter.
1955 wurde sein Bild „Heimweg“ (家路, Ieji) für die 38. Ausstellung des Nihon Bijutsuin angenommen. Diesem ersten Bild sollten noch viele weitere in der Bijutsuin-Ausstellungsreihe folgen. So wurde 1961 auf der 44. Ausstellung das Bild „Überbringung des Buddhismus“ (仏教伝来, Bukkyō denrai) gezeigt: Es stellt zwei Priester dar, die vor einem blauen Wald auf Pferden reiten. Das Bild wurde vom Kritiker Kawakita Michiaki (河北 倫明; 1914–1995) in der Zeitung lobend besprochen. Das auf der 47. Ausstellung eingereichte Bild „Traum der Empfängnis“ (受胎霊夢; Jutai reiyū) wurde mit dem Großen Preis des Bijutsuin ausgezeichnet. Im selben Jahr hielt er sich von Oktober bis Mai 1964 mit einer UNESCO-Fellowship in Europa auf.
1964 erhielt sein Werk „Errichtung des Herzens des Diamantberges“  (建立金剛心図, Kenritsu Kongōshin) verschiedene Preise. 1967 wurde er als Mitglied des Bijutsuin aufgenommen. Auf der 49. Ausstellung erhielt er für „Buddha-Erklärungen zur Shoagon-Sutra“ (仏説長阿含経巻五) den Preis des Kultusministers. Im selben Jahr nahm er an der 1. Forschungsreise in den Nahen Osten teil und kopierte Höhlengemälde in Kappadokien. 1966 beteiligte er sich an der Wiederherstellung der Innenwandgemälde am Haupttempel des Hōryū-ji und wurde für die Wand No. 3 zuständig.
Ab 1975 bereiste er jährlich Afghanistan und Zentralasien, um Material zur buddhistischen Kunst zu sammeln. Insgesamt war er 150 mal auf Reisen. 1975 wurde er auch als Professor an die Geidai berufen. Er übergab in dem Jahr Papst Paul VI. das gerade geschaffene Gemälde „Erläuterer der alten Ostasien-Überlieferungen“ (古代東方伝教者, Kojidai tōhō-den kyōsha) für die Sammlung des Vatikans zur modernen Kunst und wurde Ritter des Gregoriusordens. Das 1979 auf der 63. Ausstellung des Bijutsuin gezeigte Gemälde „Zum Gedächtnis an Maeda Seison“ (画禅院青邨先生還浄図) wurde mit dem Preis des Premierministers ausgezeichnet.
1983 besuchte er in China die Mogao-Grotten. Im September 1988 reiste Hirayama zum ersten Mal nach Loulan, um dort die Spuren der Stadt festzuhalten. In dem Jahr wurde er Dekan der Fakultät für Kunst der Geidai. Von 1989 bis 1996 war er Präsident der Geidai. 1993 wurde er als Person mit besonderen kulturellen Verdiensten geehrt, 1997 wurde er Ritter der Ehrenlegion und 1999 wurde er mit dem Kulturorden ausgezeichnet. Von 2001 bis 2004 war er erneut Präsident der Geidai. 2004 erhielt er den Asahi-Preis.
An Hirayamas Heimatort wurde das Hirayama-Seidenstraßen-Kunstmuseum (平山郁夫シルクロード美術館, Hirayama Ikuo Shirukurorōdo Bijutsukan) errichtet.